# Lichtenstein György
Lichtenstein György (Szigetvár, 1827 – Edinburgh, 1893. február 13.) magyar mnemotechnikus, zongoraművész. Lichtenstein Ferenc Lajos újságíró, lapszerkesztő bátyja.

## Élete

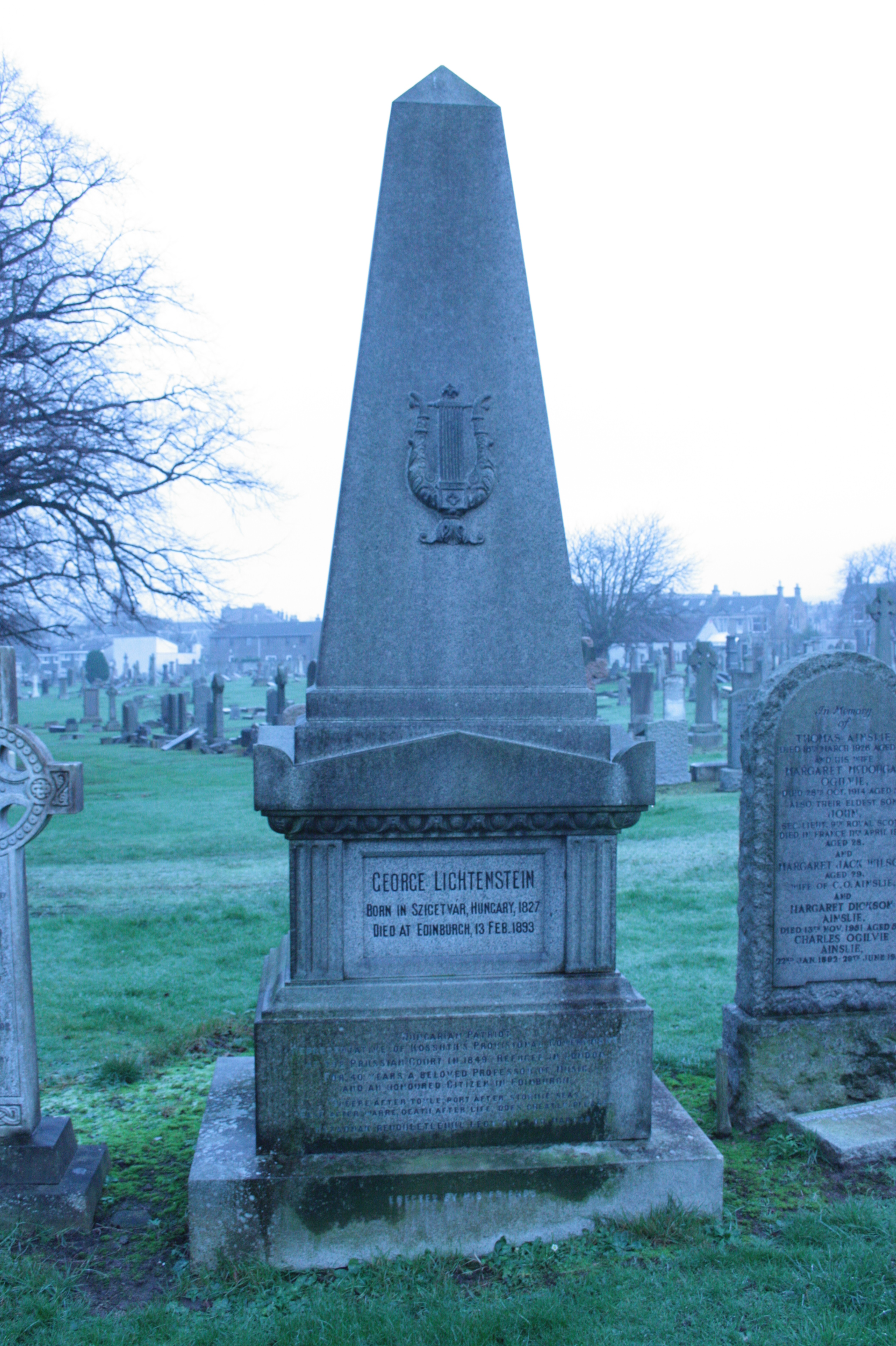
Lichtenstein György sírja az Edinburgh-i Morningside temetőben.

Lichtenstein Simon kereskedő fia. Gyermekkorában Georg Vierling tanítványa volt, aki zongorázni és hegedülni tanította. Bölcseleti tanulmányait Pécsett és Zágrábban végezte, majd jogi pályára lépett. Ő volt az első zsidó származású jurátus Magyarországon, de ügyvédi oklevelet nem szerezhetett. Ebben az időben kezdett foglalkozni mnemotechnikával.
1845-ben több magyar és erdélyi városban tartott erről előadásokat. 1846–1847-ben beutazta Horvátországot és Ausztriát, mindenütt nagy sikerrel népszerűsítette a mnemotechnikát. A külföldi lapok különösen kiemelték latin nyelven tartott előadásait. Kapcsolatba került Közel-Keleten, Törökországban és Görögországban élőkkel, akik között számos tanítványa akadt. Az 1848–49-es forradalom és szabadságharc alatt a magyar kormány megbízásából öccséhez hasonlóan diplomáciai feladatokat végzett Berlinben (Kossuth magántitkára volt). 1850-ben visszatért Berlinbe, ahol a királyi udvar előtt is tartott felolvasást.
Később Angliába ment, ahol egy ideig Kossuth Lajos gyermekeit tanította zongorázni, de előadóművészként is dolgozott. 1856 körül Edinburgh-ban telepedett le, ahol zenetanárként működött, s jelentős befolyással bírt a város zenei életére. Egyik alapítója és elnöke volt az Edinburgh-i Zenészek Társaságának (Edinburgh Society of Musicians), illetve évekig vezette az Edinburgh-i Filozófiai Intézetet (Edinburgh Philosophical Institution). A város egyik leánynevelő intézetének (Charlotte Square Institution for Young Ladies) igazgatója is volt.